# جمیله عوض

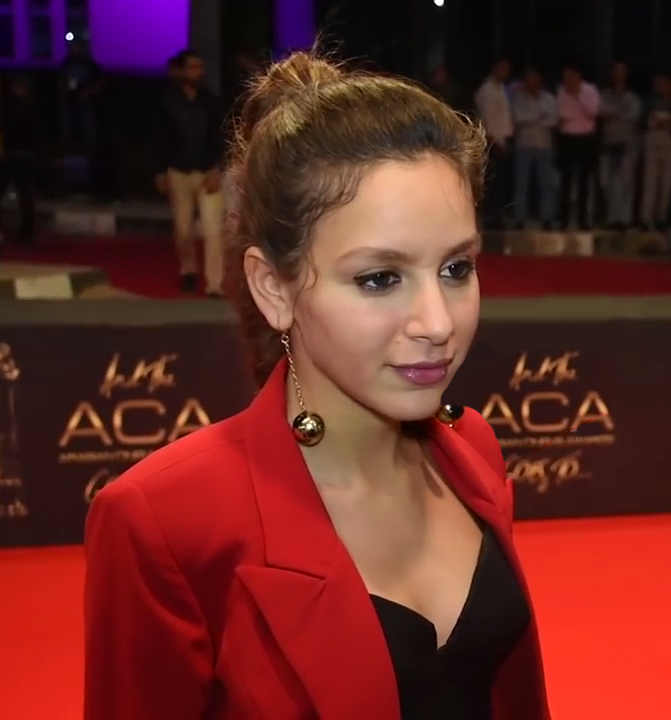

جمیله عوض بازیگر مصری است که پس از نمایش مجموعه تلویزیونی تحت کنترل در سال ۲۰۱۵ شناخته شده‌است. جمیله در خانواده‌ای هنرمند بزرگ شد. پدرش عادل عوض کارگردان سینما و مادرش رنده عواد بازیگر لبنانی و نوه محمد عواد بازیگر مشهور لبنانی است.
او در دانشگاه بریتانیا در مصر در رشته علوم سیاسی تحصیل کرد اما سپس برای تحصیل در رشته رسانه‌های جمعی در دانشگاه اکتبر برای علوم و هنرهای مدرن رفت. او در کنفرانس شبیه‌سازی شده سازمان ملل متحد در فرانسه نماینده دانشگاه بود.